# Stig Fredrikson
För personer med snarlik stavning, se Stig Fredriksson.
Stig Fredrikson, född 20 mars 1945 i Aneby i Jönköpings län, är en svensk journalist.
Stig Fredrikson gjorde värnplikten vid Tolkskolan och inledde sin journalistiska karriär på Associated Press 1969 och gick vidare till Tidningarnas Telegrambyrå 1970. Åren 1972–1976 var han utrikeskorrespondent i Moskva.
Han var anställd vid Ekoredaktionen 1976–1979. År 1979 blev han utrikeschef vid Aktuellt och var det tills 1982 då han blev korrespondent i Washington, en tjänst som han innehade till 1986. Mellan 1987 och 1993 var han utrikeskommentator för Aktuellt. År 1993 blev han redaktionschef för Aktuellt. År 2001 lämnade han detta uppdrag för att bli utrikespolitisk kommentator i samma program. Den 31 maj 2011 gick han i pension.
År 2004 blev han ordförande för Publicistklubben. Hans motkandidat till posten var Gunnel Werner, men hon valde att dra in sin kandidatur när ny ordförande skulle väljas i april 2004.
Han har intervjuat Aleksandr Solzjenitsyn vid flera tillfällen, bland annat i samband med att Solzjenitsyn blev 80 år och inför hans 90-årsdag 2008. Fredrikson var under tidigt 1970-tal budbärare mellan Solzjenitsyn och delar av västvärlden, och hjälpte till att smuggla ut Aleksandr Solzjenitsyns böcker. Fredrikson har på senare tid brevväxlat med och skrivit en bok om den fängslade och numera frigivne oligarken Michail Chodorkovskij.